# Bedford (New York)
Pour les articles homonymes, voir Bedford.
Bedford est une ville (town) du comté de Westchester dans l’État de New York aux États-Unis. Sa population était de 17 335 habitants lors du recensement de 2010.

## Histoire
La ville de Bedford est fondée le 23 décembre 1680. 22 personnes de Stamford au Connecticut, achètent un terrain pour y fonder une communauté. Bedford a fait une partie du Connecticut en 1697. Le roi Guillaume III d'Angleterre a émis un décret royal en 1700 déplaçant la commune à l'état de New York.
La ville a servi de siège de comté du comté de Westchester pendant la guerre d'indépendance américaine après la bataille de White Plains. Bedford est brûlé par les Britanniques en juillet de 1779. Après l'indépendance, Bedford devient l'un des deux sièges du gouvernement du comté jusqu'en 1870. Le plus ancien bâtiment du gouvernement du comté de Westchester est le tribunal dans le village de Bedford, il a été construit en 1787 et rénové dans les années 1960.

## Résidents notables
- Jamie Dimon, PDG de JP Morgan possède une propriété de 13 hectares d'une valeur de 17 millions de dollars[2].
- Georges Soros, milliardaire[3]
- Carl Icahn, milliardaire
- Bruce Willis
- Donald Trump
- Michael Steinhardt, milliardaire
- Nelson Peltz, milliardaire
- Michael Douglas
- Blake Lively et Ryan Reynolds, acteurs[4]